# HD36662
HD36662 — хімічно пекулярна зоря спектрального класу B8, що має видиму зоряну величину в смузі V приблизно  8,5.
Вона  розташована на відстані близько 1331,3 світлових років від Сонця.

## Пекулярний хімічний вміст
HD36662 належить до ртутно-манганових зір й її зоряна атмосфера має підвищений вміст Hg та Mn.